# Croton lombardianus
Espèce
Classification APG II (2003)
Croton lombardianus est une espèce de plantes à fleurs du genre Croton et de la famille Euphorbiaceae présente en Uruguay.